# Bar du min börda, led du min nöd
Bar du min börda, led du min nöd är en psalmtext av missionsföreståndaren i Svenska Missionsförbundet Johan Gustafsson (1889–1967) 1934 till musik av Lelia Morris. 
Texten har fyra verser och melodin framförs i 4/4-takt. För gudstjänstbruk kan psalmen kombineras med bibelcitat från 1 Petr. 2:24.

## Publicerad i
- som nr 88 i Sånger och psalmer 1951.
- som nr 22 i Kristus vandrar bland oss än (psalmbok) 1965.
- som nr 282 i Den svenska psalmboken, Cecilia, Frälsningsarméns sångbok, Psalmer och Sånger och Segertoner.